# Poppy 1B
Poppy 1B (wystrzelony pod oficjalną nazwą SURCAL 2A, ang. Surveilance Calibration – „kalibracja [urządzeń] wywiadowczych”) – amerykański satelita zwiadu elektronicznego należący do serii Poppy. Stanowił wspólne przedsięwzięcie NRO, US Air Force i US Navy. Zaprojektowany i nadzorowany przez Naval Research Laboratory. Zbierał dane o parametrach pracy radzieckich radarów obrony powietrznej i antybalistycznej. Wysłany wraz z 4 innymi satelitami – Poppy 1A, Calsphere 1, Injun 3, SURCAL 1A – stanowił tajny ładunek POPPY 1. Odtajniony w 2005.
W wyniku awarii członu Agena D, który nie wyłączył się w zaprogramowanym czasie, satelita wszedł na silnie wydłużoną orbitę, co utrudniało odbieranie danych jakie przesyłał przez stacje naziemne.